# Цвятко Баров
Цвятко Деянов Баров с псевдонима Иконома е български партизанин, военен деец и офицер, генерал-майор.

## Биография
Роден е на 8 октомври 1914 г. в Панагюрище или на 30 октомври. През 1934 г. става член на РМС, а от 1936 и на БКП. Същата година става член на Околийския комитет на БКП за родния си град, отговарящ за ремсовата организация. През 1941 става секретар на комитета. От 1942 г. става партизанин след като полицията го издирва. През май 1943 г. става политкомисар на партизански отряд „Георги Бенковски“, а през юни 1944 г. става командир на партизанска бригада „Георги Бенковски“. През 1945 г. започва работа в Околийския комитет на БКП в Панагюрище, а после и негов член. Известно време е първи секретар на Околийския комитет. От 1946 г. е началник на милицията в Панагюрище. От септември 1949 до юни 1950 се връща на работа в Околийския комитет на БКП в Панагюрище. От 1950 до 1951 г. завършва Висша партийна школа. След 1952 г. отново започва работа в МВР и там се пенсионира с чин генерал-майор От 1967 г. е генерал-майор. Изключен е от БКП през 1954 г. поради клевета срещу самоубилия се на 18 февруари същата година полковник Цвятко Хантов. Членството му е възстановено през 1957 г. без прекъсване. Бил е заместник-началник на управление IV на Държавна сигурност. Уволнява се през 1983 г. С указ № 2888 от 3 септември 1984 г. е обявен за герой на социалистическия труд. Награждаван е с ордените „Георги Димитров“, „Народна свобода 1941 – 1944 г.“ – II ст., „9 септември 1944 г.“ – I ст. и „Народна република България“ – III ст. Умира на 19 януари 1993 г.

## Звания
- Младши командир I ст. (1946)
- Групов началник II ст. (1947)
- Инспектор II ст. (1948)
- Майор (1949)
- Подполковник (1954)
- Полковник (1961)
- Генерал-майор (1967)[7]